# Martinsville, Indiana
Martinsville är en stad (city) i Morgan County, i delstaten Indiana, USA. Enligt United States Census Bureau har staden en folkmängd på 11 923 invånare (2011) och en landarea på 11,6 km². Martinsville är huvudort i Morgan County.